# Mistrzostwa Świata w Narciarstwie Alpejskim 2001 – kombinacja mężczyzn
Kombinacja mężczyzn na 36. Mistrzostwach Świata w Narciarstwie Alpejskim została rozegrana 5 lutego 2001 roku, na trasach Karl Schranz (zjazd) i Sonnenwiese (slalom). Tytuł z MŚ w Vail/Beaver Creek obronił Kjetil André Aamodt z Norwegii. Drugie miejsce zajął Austriak Mario Matt, zaś brązowy medal zdobył Paul Accola ze Szwajcarii.

## Wyniki
| Ranking | Zawodnik            | Państwo           | Czas    | Strata |
| ------- | ------------------- | ----------------- | ------- | ------ |
| 01 !    | Kjetil André Aamodt | Norwegia          | 2:58,25 | –      |
| 02 !    | Mario Matt          | Austria           | 2:58,93 | +0,68  |
| 03 !    | Paul Accola         | Szwajcaria        | 2:59,53 | +1,28  |
| 4       | Rainer Schönfelder  | Austria           | 2:59,89 | +1,64  |
| 5       | Alessandro Fattori  | Włochy            | 3:03,12 | +4,87  |
| 6       | Ondřej Bank         | Czechy            | 3:04,69 | +6,44  |
| 7       | Peter Pen           | Słowenia          | 3:06,17 | +7,92  |
| 8       | Jean-Philippe Roy   | Kanada            | 3:06,40 | +8,18  |
| 9       | Jan Holický         | Czechy            | 3:06,52 | +8,27  |
| 10      | Dave Anderson       | Kanada            | 3:07,90 | +9,65  |
| 11      | Michal Rajcan       | Słowacja          | 3:08,94 | +10,69 |
| 12      | Jakub Fiala         | Stany Zjednoczone | 3:09,81 | +11,56 |
| 13      | Pawieł Czestakow    | Rosja             | 3:09,90 | +11,65 |
| 14      | Craig Branch        | Australia         | 3:16,70 | +18,45 |
| 15      | Mykoła Skriabin     | Ukraina           | 3:16,88 | +18,63 |
| 16      | Alexander Heath     | Południowa Afryka | 3:18,98 | +20,73 |
| —       | Kilian Albrecht     | Austria           | DNF     | DNF    |
| —       | Didier Défago       | Szwajcaria        | DNF     | DNF    |
| —       | Florian Eckert      | Niemcy            | DNF     | DNF    |
| —       | Kristian Ghedina    | Włochy            | DNF     | DNF    |
| —       | Bruno Kernen        | Szwajcaria        | DNF     | DNF    |
| —       | Lasse Kjus          | Norwegia          | DNF     | DNF    |
| —       | Bode Miller         | Stany Zjednoczone | DNF     | DNF    |
| —       | Ed Podivinsky       | Kanada            | DNF     | DNF    |
| —       | Michael Walchhofer  | Austria           | DNF     | DNF    |